# Лику
Лику (англ. Liku) — деревня, расположенная в восточной части острова Ниуэ (владение Новой Зеландии) на юге Тихого океана. Является административным центром одноимённого округа.

## Географическая характеристика
Деревня Лику расположена, примерно, в 13 км восточнее столицы Ниуэ. Ближайший населённый пункт — деревня Лакепа, находится в 5 км северо-западнее.
Высота центра деревни над уровнем моря равна 60 м.

## Население
Население, согласно данным переписи населения 2011 года, составляет 70 человек.
| Динамика изменения численности населения Лику | Динамика изменения численности населения Лику | Динамика изменения численности населения Лику | Динамика изменения численности населения Лику | Динамика изменения численности населения Лику |
| Год                                           | 1986                                          | 1997                                          | 2006                                          | 2011                                          |
| --------------------------------------------- | --------------------------------------------- | --------------------------------------------- | --------------------------------------------- | --------------------------------------------- |
| жителей                                       | 116                                           | 92                                            | 62                                            | 70                                            |